# Sabahya bispinosa
Sabahya bispinosa là một loài nhện trong họ Tetrablemmidae.
Loài này thuộc chi Sabahya. Sabahya bispinosa được Deeleman-Reinhold miêu tả năm 1980.